# Rhabdotalebra brunnea
Rhabdotalebra brunnea är en insektsart som först beskrevs av Paul W. Oman 1937.  Rhabdotalebra brunnea ingår i släktet Rhabdotalebra och familjen dvärgstritar. Utöver nominatformen finns också underarten R. b. colorata.